# Monumento a Vittorio Emanuele II (Monza)
Il monumento, chiamato dai monzesi "El Re de sass", si trova a Monza, al centro di piazza Citterio.

## Storia
Dedicato al primo re d’Italia, fu voluto dai monzesi alla morte del sovrano avvenuta nel 1878. L'allora sindaco Uboldi de' Capei e il nuovo re, Umberto I, decisero di posizionarla in quella che all'epoca si chiamava piazza Amalia (in onore della moglie di Beauharnais) e che poi cambiò nome in piazza Vittorio Emanuele.

Per la sua realizzazione fu indetta una pubblica sottoscrizione e l'incarico della statua fu affidato allo scultore Luigi Crippa. L'inaugurazione ebbe luogo il 16 settembre 1878 alla presenza di re Umberto I e della famiglia reale.
Il sovrano è rappresentato in divisa, con la mano sinistra sul fianco mentre con la destra indica lo Statuto.
Le dimensioni sono ragguardevoli: alta 3,25 metri, la statua è in marmo di Carrara, mentre la base è in granito di Baveno; la spada è in bronzo.
I monzesi usano familiarmente chiamare la statua come el Re de sass (il Re di sasso).